# Метрополис (филм)
Метрополис је немачки експресионистички научнофантастични неми филм из 1927. године, који је режирао Фриц Ланг, док је сценарио написала Теа фон Харбоу у сарадњи са Лангом на основу њеног истоименог романа. Главне улоге у филму тумаче Густав Фрелих, Алфред Абел, Рудолф Клајн-Роге и Бригите Хелм. Метрополис се сматра пиониром међу научнофантастичним филмовима, односно једним од првих дугометражних остварења овог жанра. Снимање је трајало више од 17 месеци током 1925/26. године, а коштало је више од пет милиона рајхсмарака.
Снимљен у Немачкој у време Вајмарске републике, Метрополис је смештен у футуристичку урбану дистопију и прати покушаје Фредера, сина имућног господара града, и Марије, свете фигуре за радничку класу, да превазиђу огроман јаз који раздваја класе у њиховом граду. Порука филма је јасно изражена у последњем међунаслову: „Посредник између главе и руку мора бити срце”.
Метрополис је по објављивању наишао на помешане рецензије. Критичари су га сматрали визуелно лепим и моћним – сценографија Ота Хунтеа, Ериха Кетелхута и Карла Волбрехта била је инспирисана опером, Баухаусом, кубистичким и футуристичким дизајном, заједно са примесама готике у сценама у катакомбама, катедрали и Ротванговој кући – и похвалили су комплексне специјалне ефекте, али су причу сматрали наивном. Х. Џ. Велс је описао филм као „блесав”, а Енциклопедија научне фантастике причу назива „отрцаном”, а политику филма „смешно поједностављеном”. Наводна комунистичка порука филма такође се нашла на мети критика.
Дуго трајање филма такође је критиковано; након премијере у Немачкој знатно је скраћено. Од 1970-их година било је много покушаја да се филм обнови. Године 1984, италијански музички продуцент Ђорђо Мородер објавио је скраћену верзију са музиком Фредија Меркјурија, Лавербоја и Адама Анта. Године 2001. нова реконструисана верзија Метрополиса приказана је на Берлинском филмском фестивалу. Седам година касније, у једном музеју у Аргентини пронађен је оштећен примерак Лангове оригиналне верзије филма. Након дугог процеса рестаурације 95% филма је обновљено и приказано на великим екранима у Берлину и Франкфурту истовремено 12. фебруара 2010. године.
Метрополис се данас сматра једним од најбољих и најутицајнијих филмова свих времена. На анкети критичара часописа Sight and Sound нашао се на 67. месту листе најбољих филмова икада снимљених. Године 2001. унесен је у Унесков програм Памћење света као први филм коме је указана ова част.

## Радња
У будућности, богати индустријалци и пословни магнати, као и њихови запослени на највишим положајима, владају градом Метрополисом из колосалних небодера, док се радници у подземљу труде да управљају великим машинама које га покрећу. Јох Фредерсен је господар града. Његов син, Фредер, проводи своје слободно време бавећи се спортом или у врту задовољства, али га једном приликом прекида долазак младе жене по имену Марија, која је довела групу радничке деце да им покаже начин живота њихове богате „браће”.
Марију и децу одводе, али Фредер постаје фасциниран њом. Упркос строгим градским правилима, он прерушен улази на ниже нивое да би је пронашао. У машинским одељењима присуствује експлозији огромне машине која убија и повређује бројне раднике. Фредер халуцинира да је машина Молохов храм и да се радници њоме хране. Када се халуцинација заврши, а он види како мртве раднике износе на носилима, пожури да исприча оцу за несрећу.
Грот, надзорник машине, доноси Фредерсену необичне мапе пронађене на погинулим радницима. Фредерсен отпушта свог помоћника Јозафата јер му није први донео детаље о експлозији или мапама. Након што је увидео хладну равнодушност свог оца према тешким условима са којима се суочавају радници, Фредер се потајно побуни одлучујући да им помогне. Он тражи помоћ Јозафата и враћа се у машинско одељење, преузимајући идентитет болесног радника.
Фредерсен носи мапе највећем градском проналазачу, Ротвангу, како би одгонетнуо њихово значење. Ротванг је некада био заљубљен у жену по имену Хел, која га је оставила да би се удала за Фредерсена и касније умрла рађајући Фредера. Ротванг показује Фредерсену робота којег је направио да би „васкрсао” Хел. Мапе показују мрежу катакомби испод Метрополиса, а њих двојица крећу да их истраже. Они прислушкују скуп радника, укључујући Фредера. Марија им се обраћа, проричући долазак посредника који ће моћи да уједини радничку и владајућу класу. Фредер верује да може да испуни ову улогу и открива своју љубав Марији.
Фредерсен наређује Ротвангу да начини робота сличног Марији како би могао да је дискредитује међу радницима, али није свестан да је Ротвангов прави план да га узурпира као владара изазивањем револуције. Ротванг киднапује Марију, обликује робота по њеном лику и представља је Фредерсену. Фредер затиче њих двоје како се грле и, верујући да га је отац издао, пада у дужи делиријум. Док се он суочава са халуцинацијама, лажна Марија проповеда радницима да морају да устану против површинског света, што доводи до хаоса и неслагања.
Фредер се опоравља и враћа у катакомбе, у пратњи Јозафата. Проналазећи лажну Марију која позива раднике да униште машине, он је оптужује да није права Марија. Радници га игноришу и испуњавају њене жеље, разбијајући машине и изазивајући велику поплаву која прети да удави њихову децу. Права Марија, након што је побегла из Ротвангове куће, спасава децу уз помоћ Фредера и Јозафата. Грот грди екстатичне раднике што су напустили своју децу у поплављеном граду. Радници постају хистерични и осуђују лажну Марију, спаљујући је на ломачи. Ужаснути Фредер посматра све док ватра не открије да је она робот. Ротванг, верујући да је Марија реинкарнирана Хел, јури је до крова катедрале, а Фредер га прати. Њих двојица се боре док Фредерсен и радници посматрају са улице, да би на крају Ротванг пао у своју смрт. Фредер испуњава своју судбину уједињења града и подземног света водећи руке Фредерсена и Грота једној ка другој како би се њих двојица руковали.

## Улоге
| Глумац            | Улога          |
| ----------------- | -------------- |
| Алфред Абел       | Јох Фредерсен  |
| Густав Фрелих     | Фредер         |
| Рудолф Клајн-Роге | Ротванг        |
| Фриц Расп         | Мршави Човек   |
| Теодор Лос        | Јозафат        |
| Ервин Бисвангер   | 11811 / Георги |
| Хајнрих Георге    | Грот           |
| Бригите Хелм      | Марија / Робот |

## Изгубљени делови
Оригинално трајање филма је било 210 минута. Од премијере 10. јануара 1927. у Берлину, исечено је и изгубљено је око 25% филмског материјала, јер је филм прилагођаван за разна тржишта. У новије време приказиване су верзије овога филма у трајању од 80 до 118 минута, у зависности од монтаже и брзине пројекције. Јуна 2008. објављено је да је у Музеју филма у Буенос Ајресу откривен значајан део изгубљеног материјала (20−25 минута) у виду копије на филмској траци мањег формата (16 милиметара).